# Liste der Baudenkmale in Heckelberg-Brunow
In der Liste der Baudenkmale in Heckelberg-Brunow sind alle Baudenkmale der brandenburgischen Gemeinde Heckelberg-Brunow und ihrer Ortsteile aufgelistet. Grundlage ist die Veröffentlichung der Landesdenkmalliste mit dem Stand vom 31. Dezember 2020.

## Baudenkmale in den Ortsteilen
In den Spalten befinden sich folgende Informationen:
- ID-Nr.: Die Nummer wird vom Brandenburgischen Landesamt für Denkmalpflege vergeben. Ein Link hinter der Nummer führt zum Eintrag über das Denkmal in der Denkmaldatenbank. In dieser Spalte kann sich zusätzlich das Wort Wikidata befinden, der entsprechende Link führt zu Angaben zu diesem Denkmal bei Wikidata.
- Lage: die Adresse des Denkmales und die geographischen Koordinaten. Link zu einem Kartenansichtstool, um Koordinaten zu setzen. In der Kartenansicht sind Denkmale ohne Koordinaten mit einem roten beziehungsweise orangen Marker dargestellt und können in der Karte gesetzt werden. Denkmale ohne Bild sind mit einem blauen bzw. roten Marker gekennzeichnet, Denkmale mit Bild mit einem grünen beziehungsweise orangen Marker.
- Bezeichnung: Bezeichnung in den offiziellen Listen des Brandenburgischen Landesamtes für Denkmalpflege. Ein Link hinter der Bezeichnung führt zum Wikipedia-Artikel über das Denkmal.
- Beschreibung: die Beschreibung des Denkmales
- Bild: ein Bild des Denkmales und gegebenenfalls einen Link zu weiteren Fotos des Baudenkmals im Medienarchiv Wikimedia Commons

### Beerbaum
| ID-Nr.   | Lage                         | Bezeichnung | Beschreibung | Bild               |
| -------- | ---------------------------- | --- | --- | ------------------ |
| 09180466 | ()                           | Grabmal E. Fleck und Gattin, Eisenkreuze, auf dem Friedhof | Die Grabmale wurden um 1873 geschaffen. Nach der Wende wurden die schmiedeeisernen Kreuze für Emil und Caroline Fleck jedoch gestohlen. Im Jahr 2010 wurden zwei Ersatzkreuze aufgestellt, die aus Mooreiche geschaffen wurden, um sie vor erneutem Diebstahl zu schützen. | ein Bild hochladen |
| 09180765 | Beerbaum 8, 10–15, 18 (Lage) | Gutsanlage, bestehend aus Brennerei mit Dampfmaschine, Schäferhaus, Schafstall, Kuhstall, Gutspark mit Eiskeller und Einfriedung, Wohnhaus, Gutsarbeiterhaus und Schulhaus | Herrenhaus und ein Großteil der weiteren Bauten der Gutsanlage ließ Sophie von Dönhoff Anfang des 19. Jahrhunderts errichten. Das Herrenhaus wurde 2015 ohne Genehmigung abgerissen.                                                                                       | weitere Bilder     |

### Brunow
| ID-Nr.            | Lage   | Bezeichnung                                       | Beschreibung | Bild                                              |
| ----------------- | ------ | ------------------------------------------------- | --- | ------------------------------------------------- |
| 09180376 Wikidata | (Lage) | Dorfkirche                                        | Die evangelische Kirche wurde Ende des 13. Jahrhunderts, Anfang des 14. Jahrhunderts erbaut. Im Inneren befindet sich ein Kanzelaltar aus dem Jahre 1834. | weitere Bilder                                    |
| 09180377          | (Lage) | Grabanlage für Ferdinand Zenker, auf dem Friedhof | Grabanlage für Ferdinand Zenker, auf dem Friedhof | Grabanlage für Ferdinand Zenker, auf dem Friedhof |

### Heckelberg
| ID-Nr.   | Lage                              | Bezeichnung                    | Beschreibung | Bild             |
| -------- | --------------------------------- | ------------------------------ | --- | ---------------- |
| 09180462 | Eberswalder Straße 30 (Lage)      | Landambulatorium               | Das Ambulatorium wurden 1951/1952 erbaut. | Landambulatorium |
| 09180461 | Gartenstraße 7 (Lage)             | Dorfkirche und Kirchhofsportal | Die evangelische Dorfkirche wurde in der Mitte des 13. Jahrhunderts erbaut. Es ist ein Saalbau aus Feldstein mit einem eingezogenen Chor. Der Westturm ist quadratisch, der Turmaufsatz wurde 1914 erneuert. Der Hochaltar besteht aus einem Retabel aus der Zeit um 1500 und einer Predella aus dem Jahr 1612. | weitere Bilder   |
| 09180888 | Straße der Freundschaft 17 (Lage) | Brennerei                      | Die Brennerei wurden 1883 erbaut. Der anderthalbgeschossige Bau ist aus Feldsteinen und Ziegeln errichtet. Er wird von einem Satteldach mit Preußischem Kappengewölbe abgeschlossen. Im Saal im Erdgeschoss befinden sich gusseiserne Stützen.                                                                  | Brennerei        |